# 韓昉
韩昉（1082年—1149年），字公美，燕京（今北京市）人，金朝大臣、文学家，金熙宗时参知政事。
韩昉生于辽道宗太康八年（1082年），其先祖世代为辽国名门望族。韩昉五岁时，父亲病逝，他哭得非常哀痛。性淳厚，宽厚待人，韩昉好学，善于写文章，尤长于草诏。辽天祚帝天庆二年（1112年）壬辰科状元。补右拾遗，转为史馆修撰。官至少府少监，乾文阁待制加卫尉卿、知制诰。保大二年（1122年），曾受宣宗耶律淳之妻萧普贤女之命，韩昉偕萧容出使宋朝，与北宋接触，奉表称藩。辽亡入金，很受信用，初为金熙宗童年太傅。天会四年（1126年），韩昉充高丽国信使。高丽奉表称藩而不肯进誓表。韩昉能言善辩，金太宗命他赴高丽，再三督促高丽进誓表称藩，高丽仁宗于是如约进献誓表。韩昉颇得金太宗赞许。天会五年（1127年），加韩昉为昭文馆直学士，兼堂后官。再加谏议大夫、翰林侍读学士、翰林侍讲学士。后任礼部尚书、翰林学士兼太常卿，监修国史。天会十五年（1137年），金熙宗即位，问以唐太宗、唐玄宗得失，对答称旨。奉命与耶律绍文等编修国史，预修《金先朝实录》。在礼部任职七年，金朝朝廷礼制，多所裁定，参预金初制度变革，使金王朝制度逐步健全。韩昉为人宽厚，显贵后，读书手不释卷。皇统元年（1141年），改任参知政事，皇统六年（1146年），请求致仕，转任汴京留守，封郓国公。不久致仕。

## 延伸阅读
[在维基数据编辑]
 《金史·卷125》，出自脱脱《遼史》